# 猟奇エロチカ肉だるま
『猟奇エロチカ 肉だるま』（りょうきエロチカにくだるま）とは、1999年にアロマ企画より販売されたスプラッターアダルトビデオ。主演は、AV女優の大場加奈子。監督は、穴瑠玉狂（あなるたまきち）。

## 内容
日本人女性をベッドに拘束する。その後、全裸で坊主頭の男が女性の体の上に乗り、睡姦を始める。その最中、白シャツを羽織った別の男が現れ、女性の足を切断し始める。その後、白シャツの男は女性の舌を切り刻み、女性の両手も切り落とされる。最後に女性が腹を切られ、腸が引きずり出され、女性の悲鳴が途絶える。

## 裏話
- 特殊メイクを多用するため、アロマ企画から割り当てられた予算内では作成することができず、当時アロマ企画の社長だった北野雄二に5万円を借りている[4]。
- 撮影で使用された全身パーツは、歯型を取るときに使用されるアルジネートを女優の全身に塗り、石膏やシリコンを使用して形を作成してから、人工皮膚を貼り作成された[4]。
- 撮影で切り刻まれた舌は、本物の豚の舌を用いて作成された[4]。撮影時は、女優の口の中に含んでいた[4]。

## キャスト
大場加奈子
AV女優。本作に出演する前は、一度だけハメ撮り作品に出ていた。元々は、穴瑠玉狂の飲み友達。
本作の主演を務めた。本作が発売される前日に電車に飛び込み自殺した。
菊淋
全裸で坊主頭の男を担当した。
北野雄二
当時のアロマ企画の社長。本作のカメラマンを担当した。
穴瑠玉狂
本作の監督兼男優。白シャツを羽織った男の役を担当した。
本作について、「ギニーピッグにしても、当時本物だって騒がれたぐらいですからね。で、ちゃんと見ればスタッフが心を込めて作ったものだって分かるのに、それでも『本物の殺人フィルム』という幻想にみんなしがみついている。なぜかというと、出来のいいフィクションよりも曖昧な噂の方が遥かに魅力的だからなんですね。「本物であってほしい」という願望が目の前のフィクションを無理やりノンフィクションとして認識してしまうという」と語っている。

## オソレザン〜降霊ファック〜
亡くなった大場の死を解明するという設定のビデオ、『オソレザン〜降霊ファック〜』が2001年に発売された。